# Friedhof Dahlem

Übersichtsplan des Friedhofs Dahlem (grün) und des benachbarten St.-Annen-Kirchhofs

Der landeseigene Friedhof Dahlem, häufig in Unterscheidung zum Waldfriedhof Dahlem als Friedhof Dahlem-Dorf bezeichnet, liegt im Berliner Ortsteil Dahlem und besteht seit 1908. Er ist 1,1 Hektar groß. Der Friedhof ist ein eingetragenes Gartendenkmal des Landes Berlin.

## Geschichte

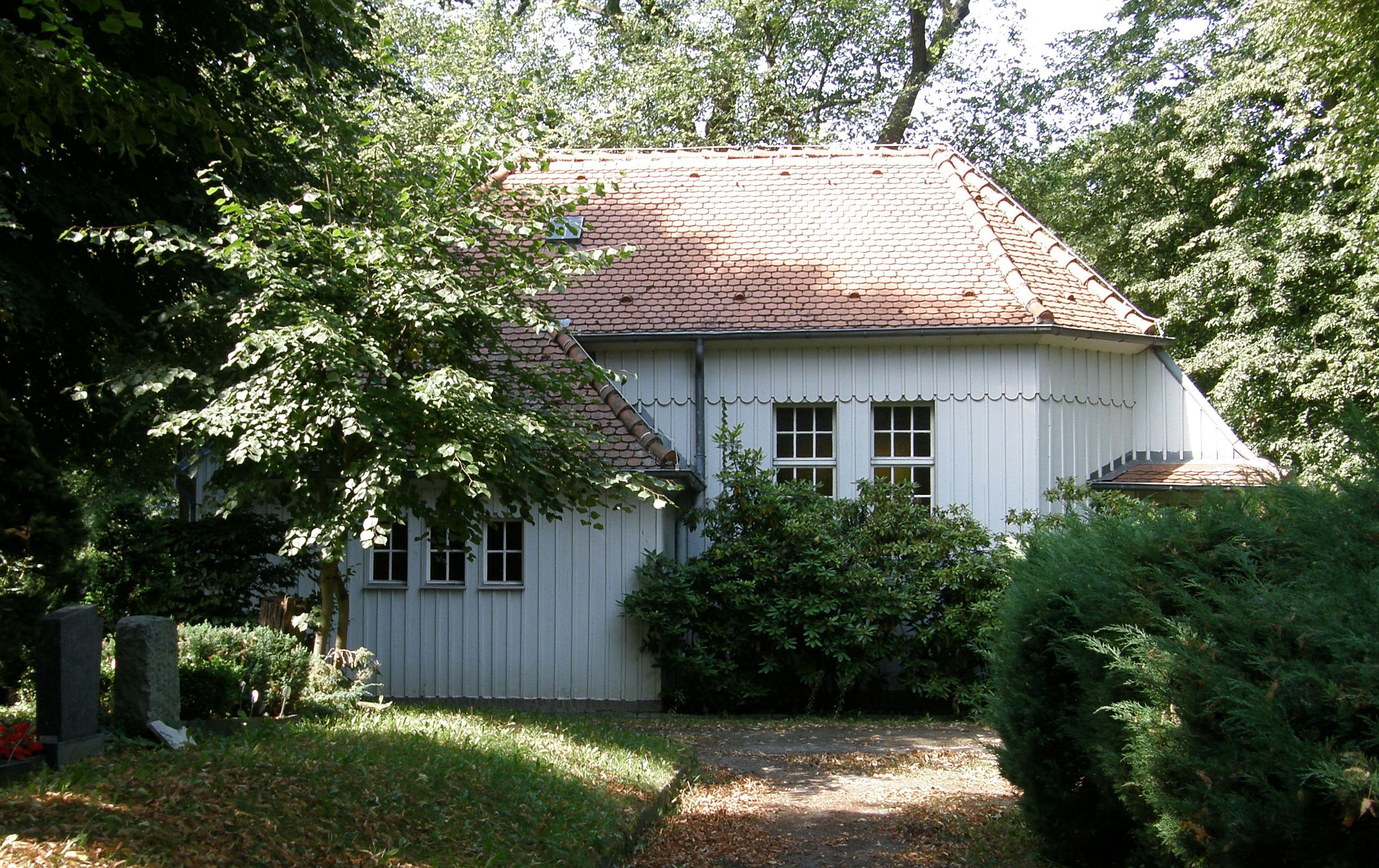
Trauerhalle der Brüder Hennings

Nachdem 1901 mit der Aufteilung und Besiedlung der Domäne Dahlem begonnen worden war, reichte die Kapazität des St.-Annen-Kirchhofs bald nicht mehr aus. Deshalb wurde 1908 bis 1909 in direkter Nachbarschaft des St.-Annen-Kirchhofs, diesen L-förmig umschließend, der städtische Friedhof Dahlem angelegt. Er liegt etwas tiefer als der Kirchhof und ist mit diesem durch zwei Treppen verbunden.
Die Brüder Friedrich und Wilhelm Hennings entwarfen 1908 das Tor zum Friedhof sowie die Trauerhalle, ein mit Brettern verkleideter Holzfachwerkbau mit einem Walmdach, passend zu den Landhäusern der Dahlemer Umgebung. Hinter einer kleinen offenen Vorhalle befindet sich ein achteckiger Zentralraum unter Korbbogen.
1928/29 erfolgten Umgestaltungen des Friedhofs durch Paul Kühnel und Max Dietrich.

## Beigesetzte Persönlichkeiten

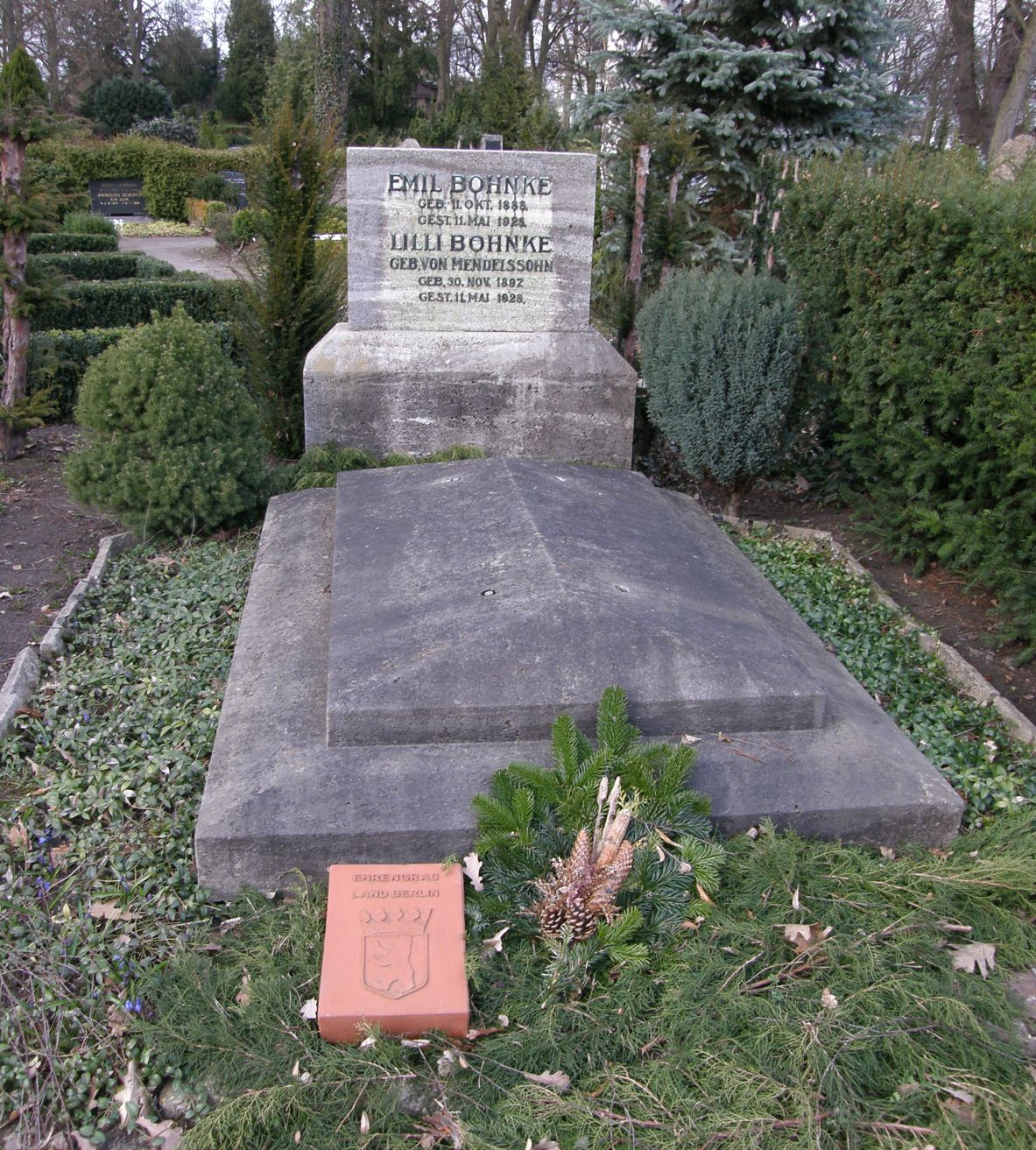
Ehrengrab von Emil Bohnke und seiner Frau Lilli Bohnke

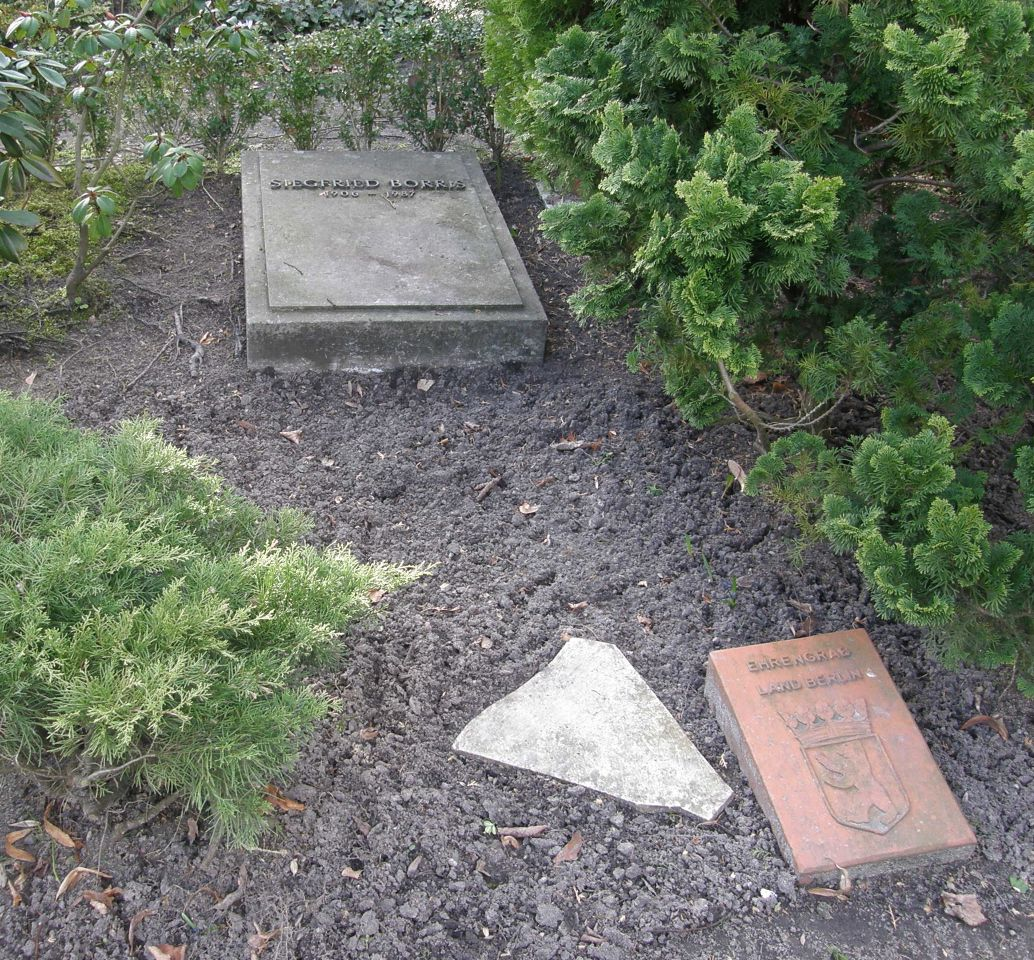
Ehrengrab von Siegfried Borris

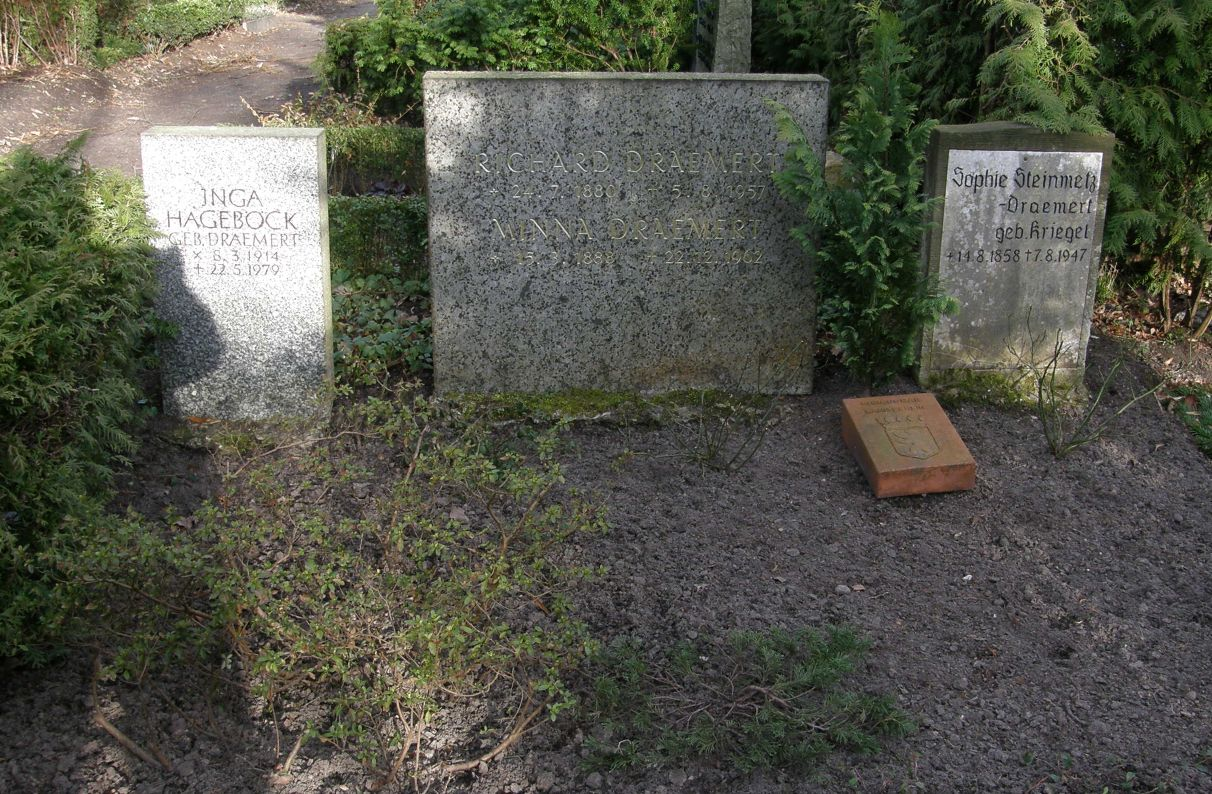
Ehrengrab Richard Draemert

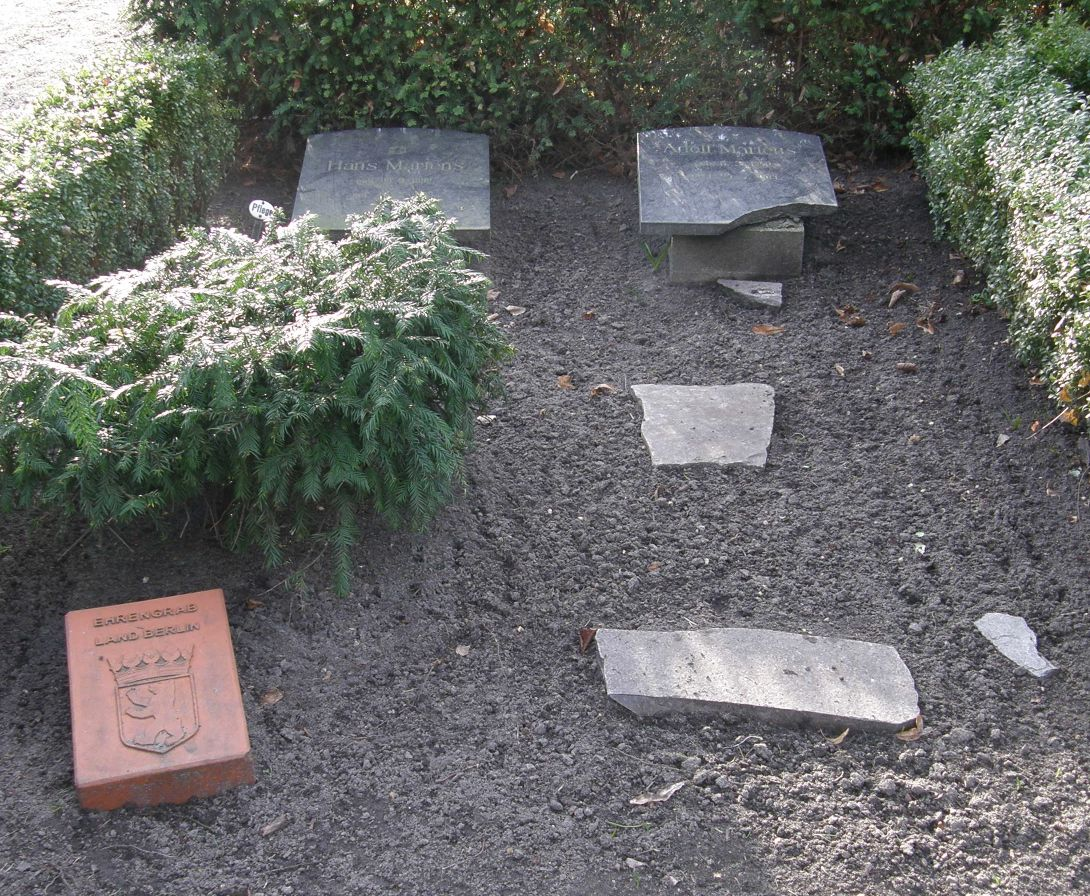
Ehrengrab Adolf Martens

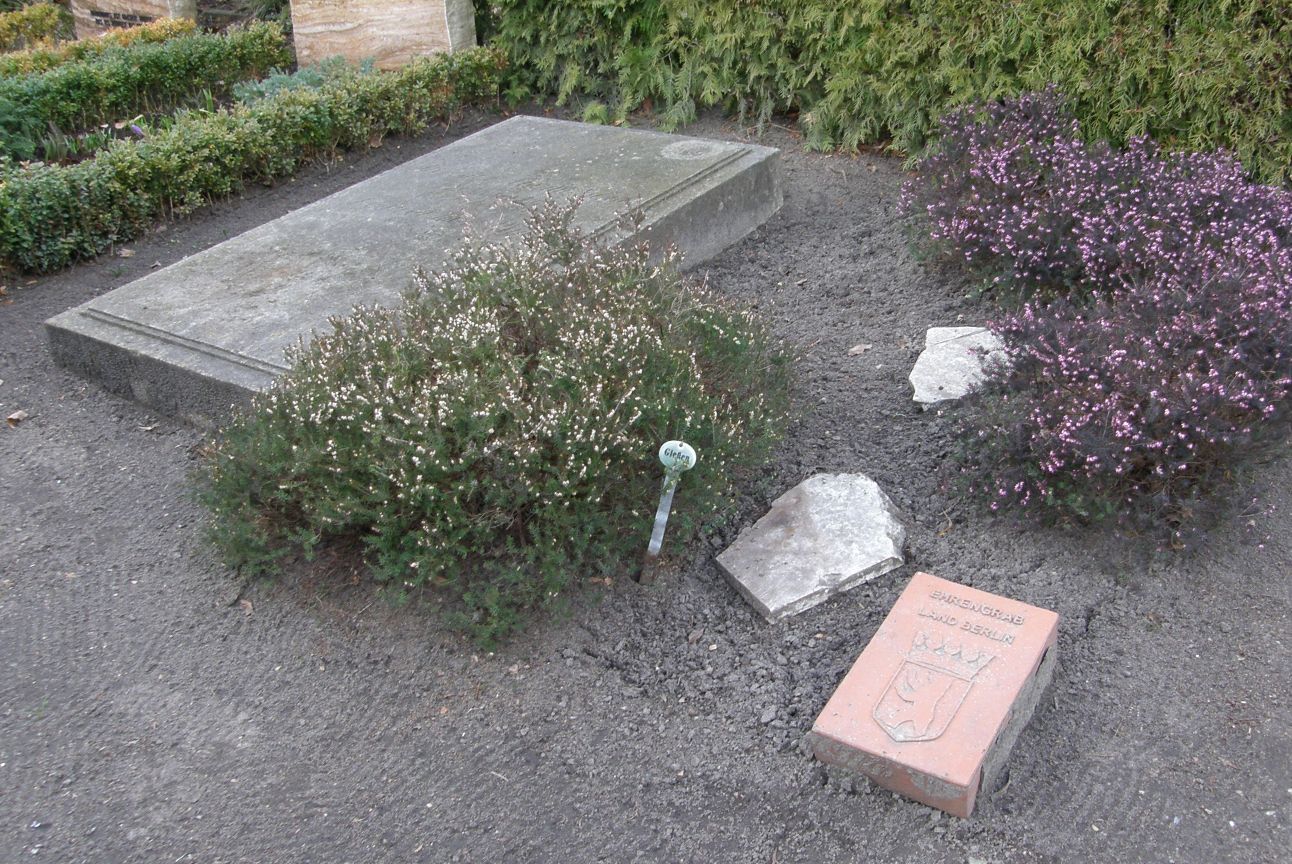
Ehrengrab August Gaul

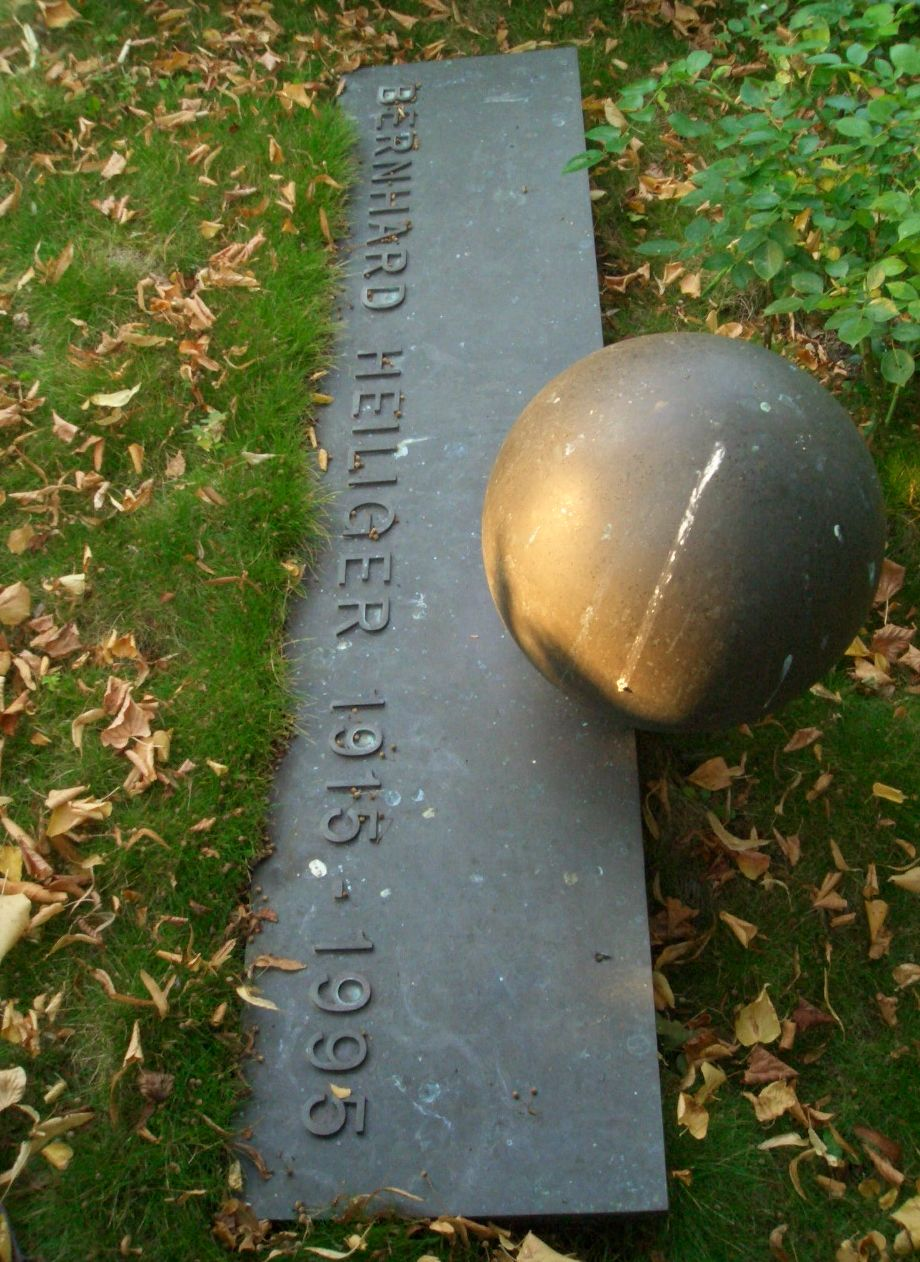
Ehrengrab Bernhard Heiliger

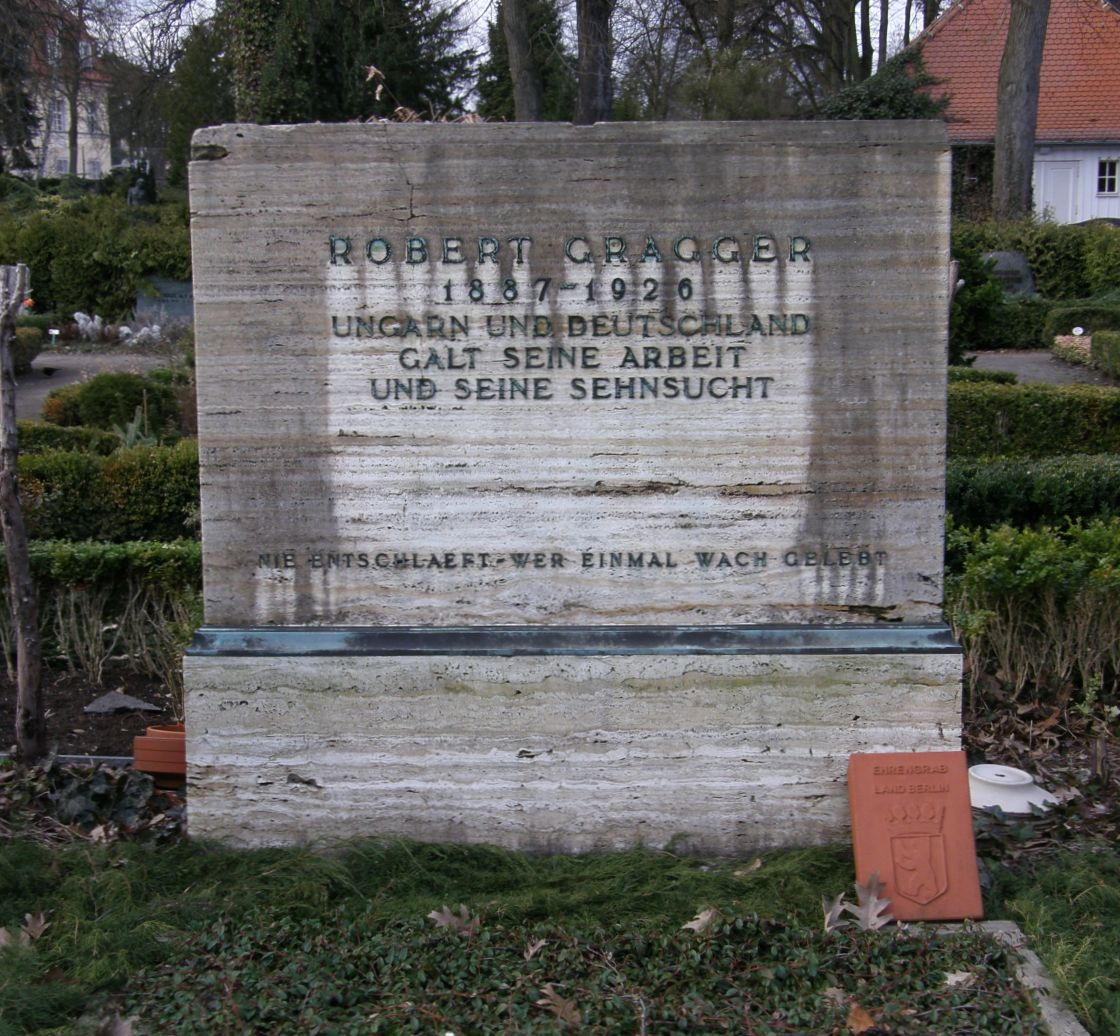
Ehrengrab Róbert Gragger

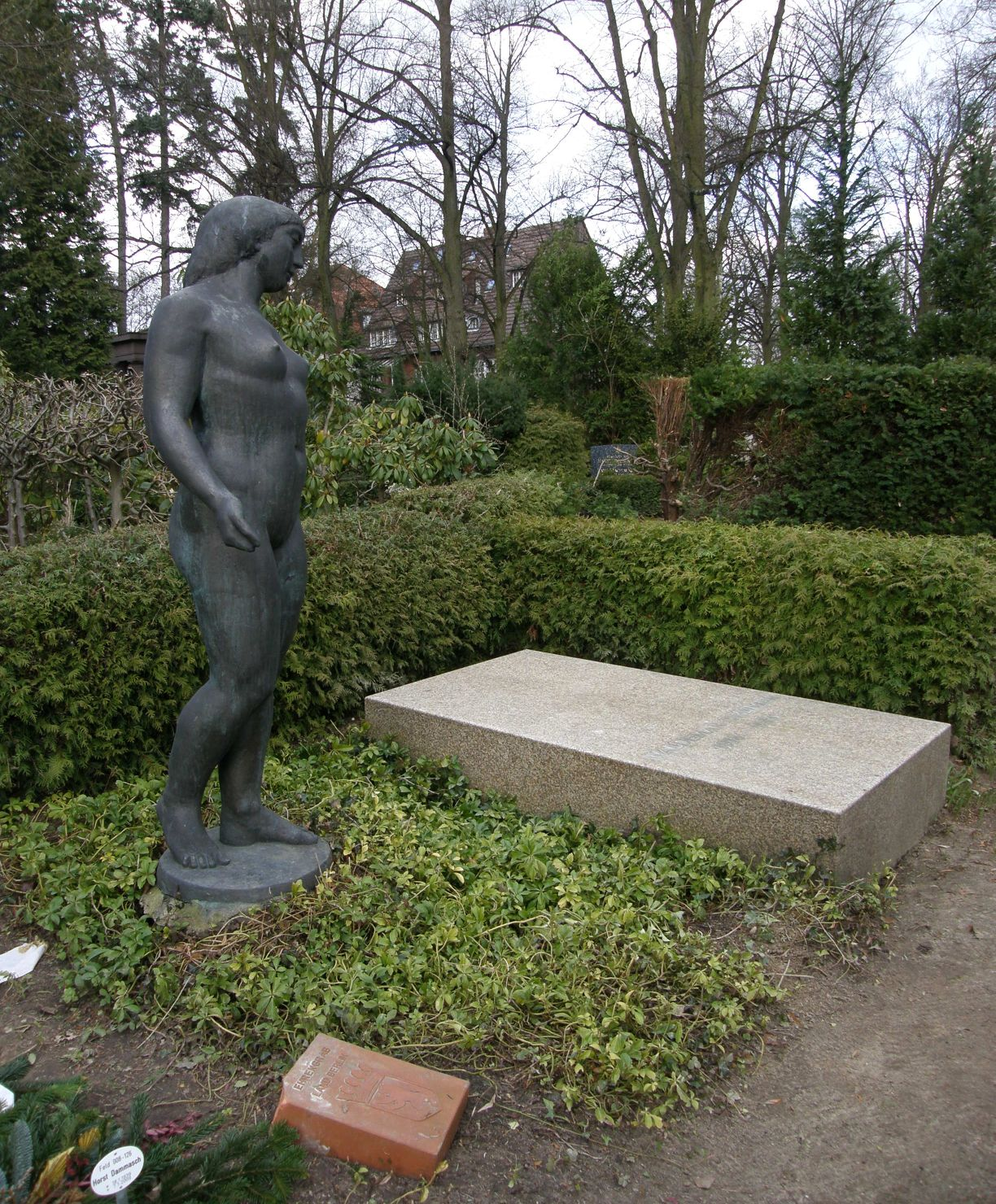
Ehrengrab Waldemar Grzimek

(* = Ehrengrab des Landes Berlin; ° = ehemaliges Ehrengrab des Landes Berlin)
- Otto Appel* (1867–1952), Phytomediziner
- Maria Axt (1925–1987), Schauspielerin
- Ernst Otto Beckmann (1853–1923), Chemiker
- Andreas Bengsch (1953–2017), Journalist
- Erwin Biegel (1896–1954), Schauspieler
- Paul Bildt (1885–1957), Schauspieler (eine kleine Skulptur von Gerhard Marcks wurde gestohlen)
- Emil Bohnke° (1888–1928), Bratschist und Komponist
- Lilli Bohnke° (1897–1928), Violinistin
- Siegfried Borris° (1906–1987), Komponist und Musikwissenschaftler
- Margherita von Brentano (1922–1995), Philosophin
- Johannes Burckhardt (1853–1914), Pfarrer
- Wolfgang Burde (1930–2013), Musikwissenschaftler und Hochschullehrer
- Richard Burmeister (1860–1944), Pianist und Musikpädagoge
- Horst Caspar* (1913–1952), Schauspieler
- Klaus Croissant (1931–2002), Rechtsanwalt und Politiker (Alternative Liste für Demokratie und Umweltschutz, Partei des Demokratischen Sozialismus)
- Hermann Diels° (1848–1922), Altphilologe, Religionswissenschaftler, Mitglied der Berliner Mittwochs-Gesellschaft
- Gedenkstein für Käthe Dorsch (1890–1957), Schauspielerin. Sie wurde in Bad Saarow-Pieskow beigesetzt.
- Heinz Drache (1923–2002), Schauspieler
- Richard Draemert* (1880–1957), Politiker, Stadtältester
- Heinz Dürr (1933–2023), Unternehmer und Manager
- Else Ehser (1894–1968), Schauspielerin
- Egon Endres* (1902–1983), Politiker, Stadtältester
- Ossip K. Flechtheim (1909–1998), Politikwissenschaftler
- Wilhelm Fließ° (1858–1928), Biologe und Arzt
- August Gaul* (1869–1921), Bildhauer
- Felix Genzmer* (1856–1929), Architekt und Stadtplaner
- Peter Götz (1935–2024), Zoologe und Hochschullehrer
- Róbert Gragger° (1887–1926), Gründer des Ungarischen Instituts der Friedrich-Wilhelms-Universität
- Walter Gross* (1904–1989), Schauspieler und Kabarettist (Die Insulaner)
- Waldemar Grzimek° (1918–1984), Bildhauer
- Konrad Haemmerling (1888–1957), Schriftsteller, Pseudonym u. a. Curt Moreck
- Clemens Hasse (1908–1959), Schauspieler (Berliner Ballade)
- Gunnar Hasselblatt (1928–1997), Theologe und Hochschullehrer
- Rudolf Havenstein (1857–1923), Jurist und Reichsbankpräsident
- Bernhard Heiliger* (1915–1995), Bildhauer
- Fritz Heinemann* (1864–1932), Bildhauer
- Hans Herzfeld (1892–1982), Historiker
- Werner Hinz (1903–1985), Schauspieler
- Hugo Hirsch (1884–1961), Komponist
- Jacobus Henricus van't Hoff* (1852–1911), niederländischer Physikochemiker und Nobelpreisträger
- Wolf Hoffmann (1898–1979), Maler und Hochschullehrer
- Lucie Höflich* (1883–1956), Schauspielerin
- Ferdinand Hucho (1939–2023), Biochemiker und Hochschullehrer
- Ludwig Knaus (1829–1910), Genremaler
- Feodor Korsch (1856–1914), Sanitätsoffizier
- Johannes Kriege (1859–1937), Jurist, Diplomat und Politiker (DVP)
- Albert von Le Coq (1860–1930), Archäologe (Turfanexpedition), Leiter des Völkerkundemuseums (Indische Abteilung)
- Lilli Lehmann* (1848–1929), Opernsängerin
- Ludwig Leichner (1836–1912), Fabrikant und Opernsänger
- Tiana Lemnitz (1897–1994), Opernsängerin
- Ernst Lindemann (1894–1941), Offizier der Kriegsmarine, Kommandant des Schlachtschiffs Bismarck
- Gerd Löffler (1927–2004), Politiker (SPD)
- Georg Manecke (1916–1990), Chemiker
- Adolf Martens° (1850–1914), Werkstoffkundler, Gründer des Königlichen Materialprüfungsamts
- Friedrich Meinecke* (1862–1954), Historiker, Mitbegründer der Freien Universität Berlin
- Klaus Möbius (1936–2024), Physiker
- Joachim Nottke (1928–1998), Autor, Schauspieler und Synchronsprecher
- Walter Pabst (1907–1992), Romanist und Literaturwissenschaftler
- Georg Pfeffer (1943–2020), Ethnologe
- Carl Raddatz* (1912–2004), Schauspieler
- Hans-Peter Reinecke (1926–2003), Musikwissenschaftler
- Rotraut Richter* (1915–1947), Schauspielerin (Das Veilchen vom Potsdamer Platz)
- Heinrich Riese° (1864–1928), Chirurg
- Anneliese Römer (1922–2003), Schauspielerin
- Nikolaus Sander (1943–2021), Politiker (SPD)
- Jochen Severin (1927–1995), Filmproduzent, Kaufmann und Verleger
- Karl Schmeißer (1855–1924), Geologe und Erster Direktor der Preußischen Geologischen Landesanstalt
- Dieter Schnebel (1930–2018), Komponist, Musikwissenschaftler und Theologe
- Ferdinand Schrey° (1850–1938), Mitbegründer der Stenografie (Stolze-Schrey)
- Ludwig Gabriel Schrieber* (1907–1975), Bildhauer und Maler
- Rainer Schröder (1947–2016), Rechtswissenschaftler und Hochschullehrer
- Hermann Schumacher° (1868–1952), Wirtschaftswissenschaftler
- Hagen Schulze (1943–2014), Historiker
- Franz Seeck (1874–1944), Architekt
- Wolf Jobst Siedler (1926–2013), Verleger und Schriftsteller
- Friedrich Carl Siemens (1877–1952), Unternehmer
- Dietrich Spangenberg (1922–1990), Politiker (SPD)
- Ernst Stahl-Nachbaur (1886–1960), Schauspieler
- Annemarie Steinsieck (1889–1977), Schauspielerin
- Hans Joachim Stenzel (1923–1999), Zeichner und Karikaturist.
- Werner Stock (1903–1972), Schauspieler
- Dieter Stolte (1934–2023), deutscher Journalist und Intendant des ZDF (1982–2002)
- Max Unger (1854–1918), Bildhauer (mit selbstgeschaffenem musizierenden Engel)
- Heinrich Vockel* (1892–1968), Politiker (Deutsche Zentrumspartei, CDU) und erster Berlin-Beauftragter der Bundesrepublik Deutschland
- Elsa Wagner° (1881–1975), Schauspielerin
- Otto Warburg* (1883–1970), Biochemiker, Nobelpreis für Medizin 1931
- Aribert Wäscher (1895–1961), Schauspieler (Es war eine rauschende Ballnacht, 1939)
- Antje Weisgerber (1922–2004), Schauspielerin
- Walter Werner (1883–1956), Schauspieler (Ehe im Schatten, DEFA 1947)
- Hugo Werner-Kahle (1882–1961), Schauspieler und Regisseur
- Wilhelm Wertheim (1859–1934), Kaufhausbesitzer (Wertheim-Konzern)
- Uwe Wesel (1933–2023), Rechtswissenschaftler und Hochschullehrer
- Hilde Weström (1912–2013), Architektin
- Felix Weyreuther (1928–1997), Richter am Bundesverwaltungsgericht
- Hans Zehrer (1899–1966), Publizist (Die Tat)
- Axel Zerdick (1941–2003), Ökonom und Hochschullehrer

## Weitere Gräber
Auf einer größeren Fläche innerhalb des Friedhofs befinden sich Gräber für Opfer vergangener Kriege, darunter zwei liegende Grabsteine mit der Aufschrift „Unbekannter Soldat“ und dem Datum 1945.